# Uniforme de la selección de fútbol de Venezuela

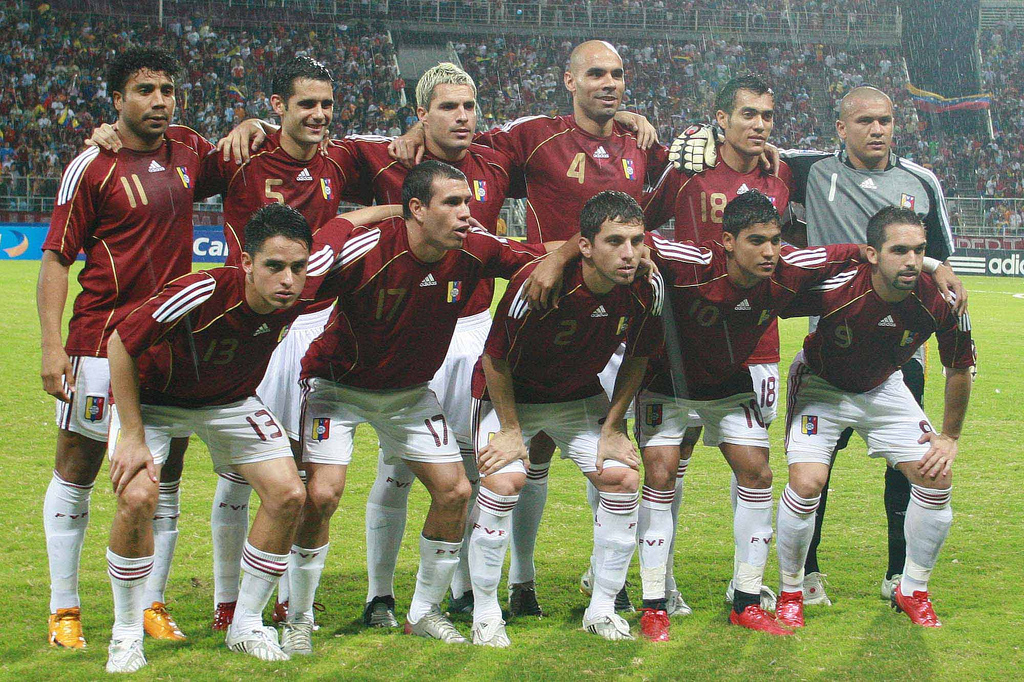
El seleccionado venezolano vistiendo un conjunto de Adidas en un partido ante Chile en 2008.

## Historia y evolución
La Selección de fútbol de Venezuela tuvo su primera actuación internacional en los Juegos Centroamericanos y del Caribe de Panamá, y para ello utilizó el inusual color vinotinto en su pesada camiseta de algodón, con un sello tricolor en el lado izquierdo del pecho, emulando a la bandera nacional.
La camiseta que exhibió Venezuela en su debut en un torneo internacional reconocido por la FIFA ocurrió en la Copa América 1967. La camiseta lucía acorde al estilo predominante de principios de la década. El debutante sudamericano utilizó una casual camiseta a botones con el escudo de la Federación Venezolana de Fútbol cosido en gran tamaño. Sin embargo, un detalle particular ocurrió con la selección y el uniforme alternativo (que no llevó a ese torneo), cuando debió enfrentarse contra el combinado de Chile. Al ser similares ambos uniformes (no era vinotinto en esa época sino rojo), los organizadores buscaron en los depósitos del estadio Centenario de Montevideo alguna camiseta para uniformar a los venezolanos y hallaron las del Club Atlético Peñarol, equipo uruguayo.
La selección vistió, en su camino hacia Argentina 1978, una camisa vinotinto con la palabra Venezuela en letras de color blanco a lo largo del pecho, algo poco utilizado en el mundo futbolístico. Siendo uno de los pocos seleccionados de fútbol, junto con la Unión Soviética e Irán, con ese estilo para ese entonces.
En 1981 la Federación Venezolana de Fútbol adquirió un uniforme Adidas para la ruta hacia España 1982. Fue una camisa de algodón de color vinotinto con bordes blancos y el escudo de la federación a gran tamaño. Combinó los estilos de los años 60 con la moda del momento.
En 1989 en su camino hacia Italia 1990, siguió signando por la marca Adidas, a la que acudía a la federación para adquirir el equipamiento (y no al revés). El vinotinto anterior le dio paso a un rojo opaco, más cercano al de la bandera nacional.
En 1993 Fevefútbol prefirió equiparse con una manufacturera local, y Forte diseño el recordado uniforme rojizo con la bandera venezolana a un lado, en una cinta vertical del lazo izquierdo. Venezuela utilizó casi de manera indistinta el uniformes rojos y blancos para sus partidos oficiales, con este diseño.
En 1996 volvió el tradicional y diferenciador vinotinto puro al uniforme venezolano en el inicio de la ruta hacia Francia '98. La empresa peruana Polmer vistió a la selección con un atractivo uniforme que combinó borgoña, grises y blanco.
Un año más tarde, Polmer presentó un diseño renovado para la Copa América de Bolivia, con figuras horizontales en el frente de la camisa, mezclando grises y blancos con el vinotinto tradicional.
En 1998 Fevefútbol logró firmar su primer contrato conocido de patrocinio y equipamiento con una marca internacional justo antes de los Juegos Centroamericanos y del Caribe de Maracaibo. La empresa mexicana ABA Sport dejó de lado el vinotinto y diseñó la recordada camiseta tricolor con el mapa de Venezuela, con la que el combinado preolímpico ganó el oro en el Estadio José Encarnación Romero.

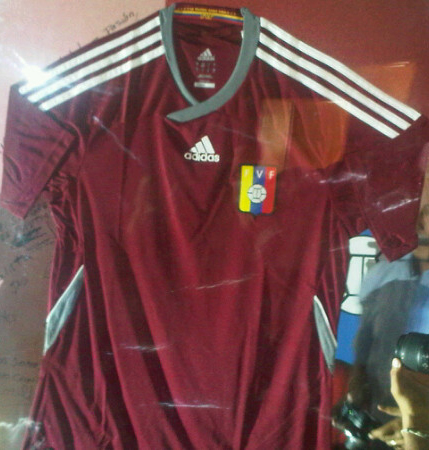
Vista del uniforme de la selección de fútbol de Venezuela usado durante las eliminatorias a Brasil 2014.

Luego del revolucionario diseño del mapa y otro vinotinto que no trascendió demasiado, ABA Sport confeccionó otro uniforme granate para la Copa América de Paraguay, con tonos grises, pero la goleada 7-0 ante Brasil sirvió de debut y despedida para aquella versión. Por cábala gracias a los amistosos previos, el uniforme de color amarillo y azul fue predominante para ese año.
La desaparición de la empresa ABA Sport movilizó a la federación a un acuerdo con otra empresa mexicana, Atletica, que vestía a la selección de México y a la de Costa Rica, entre otras. El primer intento fue combinar el vinotinto, azul y amarillo, el cual no tuvo demasiado éxito.
La empresa mexicana retomó el acuerdo con Venezuela y lo hizo con el diseño más recordado: la vuelta a las raíces con una camiseta totalmente granate, sin ribetes, y con el escudo de la federación en el centro del pecho. Esa imagen coincidió con el conocido boom vinotinto de Richard Páez y de allí su gran oportunidad. Las camisetas originales con este diseño prácticamente no estaban disponibles en el país, lo cual favoreció a la piratería.
En 2005 la marca alemana Adidas volvió a vestir a Venezuela, pero esta vez a través del patrocinio. En medio de la eliminatoria hacia Alemania 2006, La Vinotinto estrenó su nuevo uniforme, con un diseño estándar internacional, granate y blanco.
Para la Copa América 2007 celebrada en Venezuela, Adidas confeccionó su primer diseño realizado especialmente para la FVF, añadiendo el color dorado que hasta hoy no ha abandonado a los uniformes de los seleccionados nacionales. El diseño tuvo una gran acogida en el público, que podía adquirirla sin problemas.
En 2008, Venezuela presentó su segundo diseño dedicado de Adidas, en el que la mayor innovación fue el relieve de la tela que destacaba un gran escudo de la FVF sobre el vinotinto. El uniforme empezó con el pie derecho, con la victoria histórica por 2-0 sobre Brasil en Boston, Estados Unidos.
La marca alemana lanzó al mercado su tercer diseño exclusivo para Venezuela en 2010, esta vez en conmemoración al bicentenario de la Independencia, para el que se estampó el sello en la parte trasera del cuello en las camisetas disponibles al público. La mayor innovación fue el rescate del color gris, evocando a los uniformes de los años 90.
En 2011, en el diseño presentado para este año, utilizado por La Vinotinto en la Copa América 2011 de Argentina y que utilizó en toda la ruta hacia el Mundial de Brasil 2014, se conservó el color gris y se añadieron diseños en "V" para el cuello y la espalda, evocando la letra inicial del país y del sobrenombre de la selección. Además se añadió el lema "La Vinotinto somos todos" en el cuello, y un bordado con las letras "FVF" bajo la nuca.
El 5 de marzo de 2014 la selección estrenó su nueva indumentaria durante el partido amistoso frente a Honduras. El diseño presentado por Adidas representó varios cambios con respecto a los uniformes anteriores. En primer lugar el escudo de la federación fue cambiado por otro diseñado para la camiseta, con un cuello estilo polo, en cuya parte externa se destaca la palabra "Venezuela" con un diseño abstracto en color neón, sin dejar de lado la relación con el tricolor nacional. Los detalles en color dorado fueron cambiados por el plateado, presente en las mangas, hombros y el logo de la FVF, con un estilo minimalista que sigue la tendencia del diseño del escudo.
Para la camiseta de visitante, la marca alemana presentó un modelo que combina los colores tradicionales con un amarillo fluorescente, con el mismo detalle de la palabra "Venezuela" en la parte exterior del cuello en consonancia con la indumentaria de local.
Ya para 2019 la marca alemana había concluido su contrato con la FVF teniendo que recurrir a la marca italiana Givova que a partir de ese año vistió al seleccionado nacional, no obstante, hubo algunos problemas con la empresa italiana ya que para el partido amistoso contra la Selección Argentina de Fútbol la camiseta dada por la manufacturera italiana daba un color rosado más que vinotinto lo que causa burlas y polémicas. Luego lo que pasó contra la selección de Cataluña fue aun peor: los uniformes que específicamente tenían que usar para el partido no fueron enviados teniendo la FVF que recurrir a buscar otras camisetas y estampar su símbolo (se utilizó la marca francesa Quechua) donde jugadores como Tomas Rincon y Salomón Rondón presentaron sus disgustos en redes sociales.
Ya para la Copa América de Brasil la selección presentó un uniforme con el color correspondiente y despejo cualquier duda sobre dicho diseño.

## Evolución

#### Titular
| 1938      | 1948      | 1965      | 1967      | 1969-1972 | 1975      | 1977      | 1977-1978   | 1979      |
| 1981      | 1983      | 1985      | 1989      | 1991      | 1993      | 1993-1994 | 1995        | 1996      |
| 1996      | 1996-1998 | 1999-2000 | 2000-2001 | 2001-2005 | 2005      | 2006-2007 | 2007-2008   | 2008-2010 |
| 2010-2011 | 2011-2013 | 2014-2015 | 2015-2017 | 2018      | 2019-2021 | 2021-2024 | 2024-Actual |           |

#### Alternativo
| 1983      | 1993      | 2000 | 2001-2005 | 2005      | 2006-2007   | 2007-2008 (No utilizado) | 2008-2010 | 2010-2013 |
| 2014-2015 | 2015-2017 | 2018 | 2019-2021 | 2021-2024 | 2024-Actual |                          |           |           |

#### Especial
- 1967: En el Campeonato Sudamericano 1967 disputado en Uruguay en su primer partido contra Chile, Venezuela tuvo que jugar con la camiseta del Peñarol debido a que los colores de las camisetas de ambas selecciones eran muy parecidos.[4][5][6][7][8]

| 1967 |

#### Portero
| 1996             | 2005    | 2005    | 2006-07     | 2006-07     | 2007-08     | 2007-08   | 2008-09   | 2008-09           |
| 2009-10          | 2009-10 | 2010-11 | 2010-11     | 2011-12     | 2011-12     | 2012-13   | 2012-13   | 2013 vs Argentina |
| 2013 vs Paraguay | 2014-15 | 2014-15 | 2014-15     | 2014-15     | 2015-16     | 2015-16   | 2015-16   | 2016-17           |
| 2016-17          | 2017-18 | 2017-18 | 2018        | 2018        | 2018        | 2021-2024 | 2021-2024 | 2024              |
| 2024             | 2024    | 2024    | 2025-Actual | 2025-Actual | 2025-Actual |           |           |                   |

## Proveedores
| Período         | Proveedor |
| --------------- | --------- |
| 1981-1985       |           |
| 1986-1988       | Bommer    |
| 1989-1990       | Afimeca   |
| 1991-1992       |           |
| 1993-1994, 2001 | Forte     |
| 1995            | Score     |
| 1996-1997       |           |
| 1998-1999       |           |
| 2000-2005       |           |
| 2005-2018       |           |
| 2019-2023       |           |
| 2024-           |           |